# ألونيت
الألونيت هو معدن من معادن الكبريتات الحاوي على فلزات الألومنيوم والبوتاسيوم، بحيث أن الوحدة البلورية له تكون صيغتها على الشكل KAl3(SO4)2(OH)6.
دُوّن الكشف عن هذا المعدن بالقرب من مدينة تولفا في إيطاليا منذ القرن الخامس عشر، حيث كان يستخدم لتحضير شب البوتاسيوم. أسماه الجيولوجي جان-كلود ديلاميتري Jean-Claude Delamétherie باسم «الألومينيليت» سنة 1797، والذي حُوّر لاحقاً إلى الألونيت بعد ثلاثة عقود من الجيولوجي الفرنسي الآخر فرانسوا سولبيس بودان François Sulpice Beudant.